# Église de Kesälahti

L'Église de Kesälahti (en finnois : Kesälahden kirkko) est une église évangélique-luthérienne situee dans le quartier de Kesälahti à Kitee en Finlande.

## Galerie

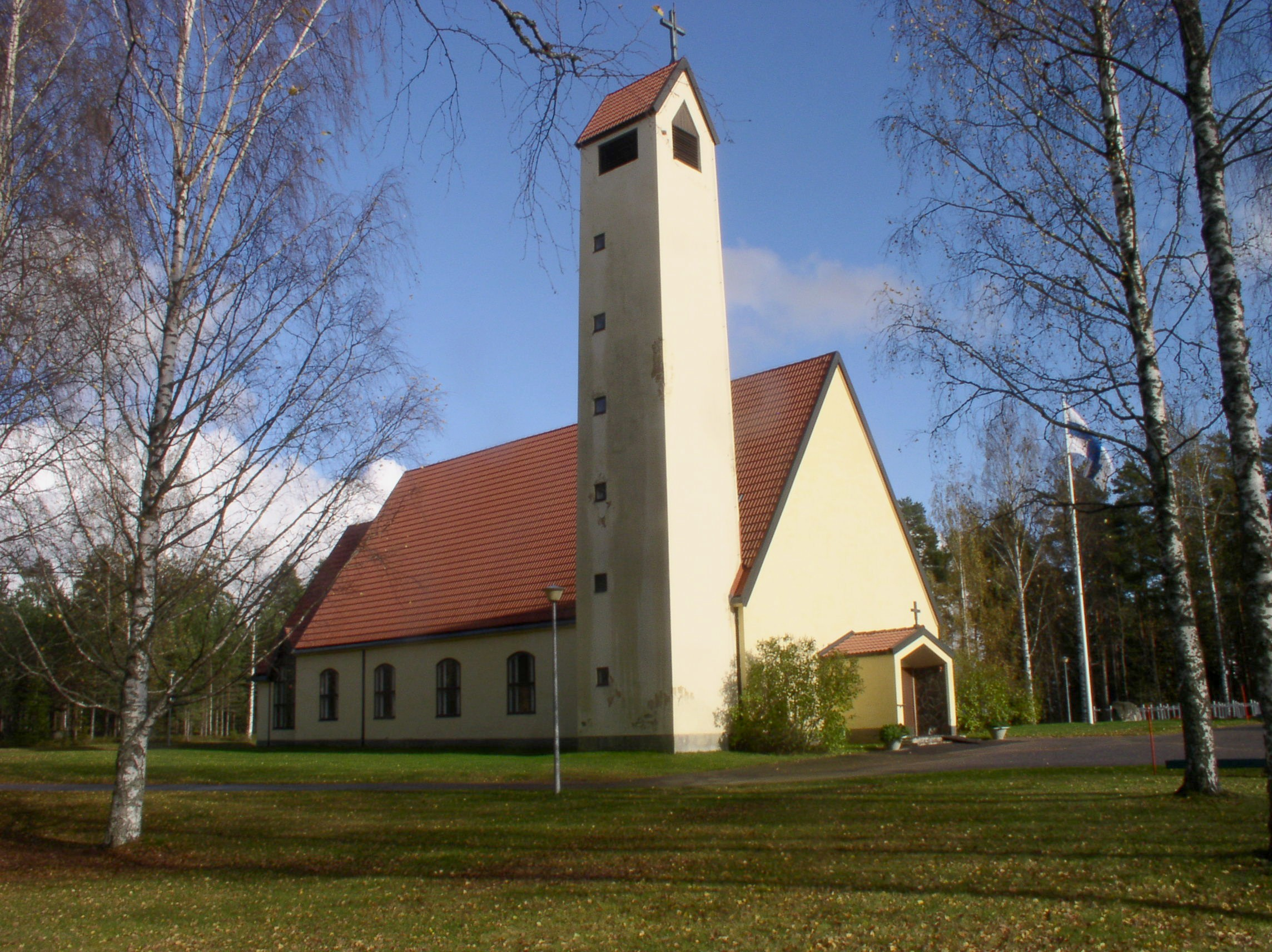
L'église.
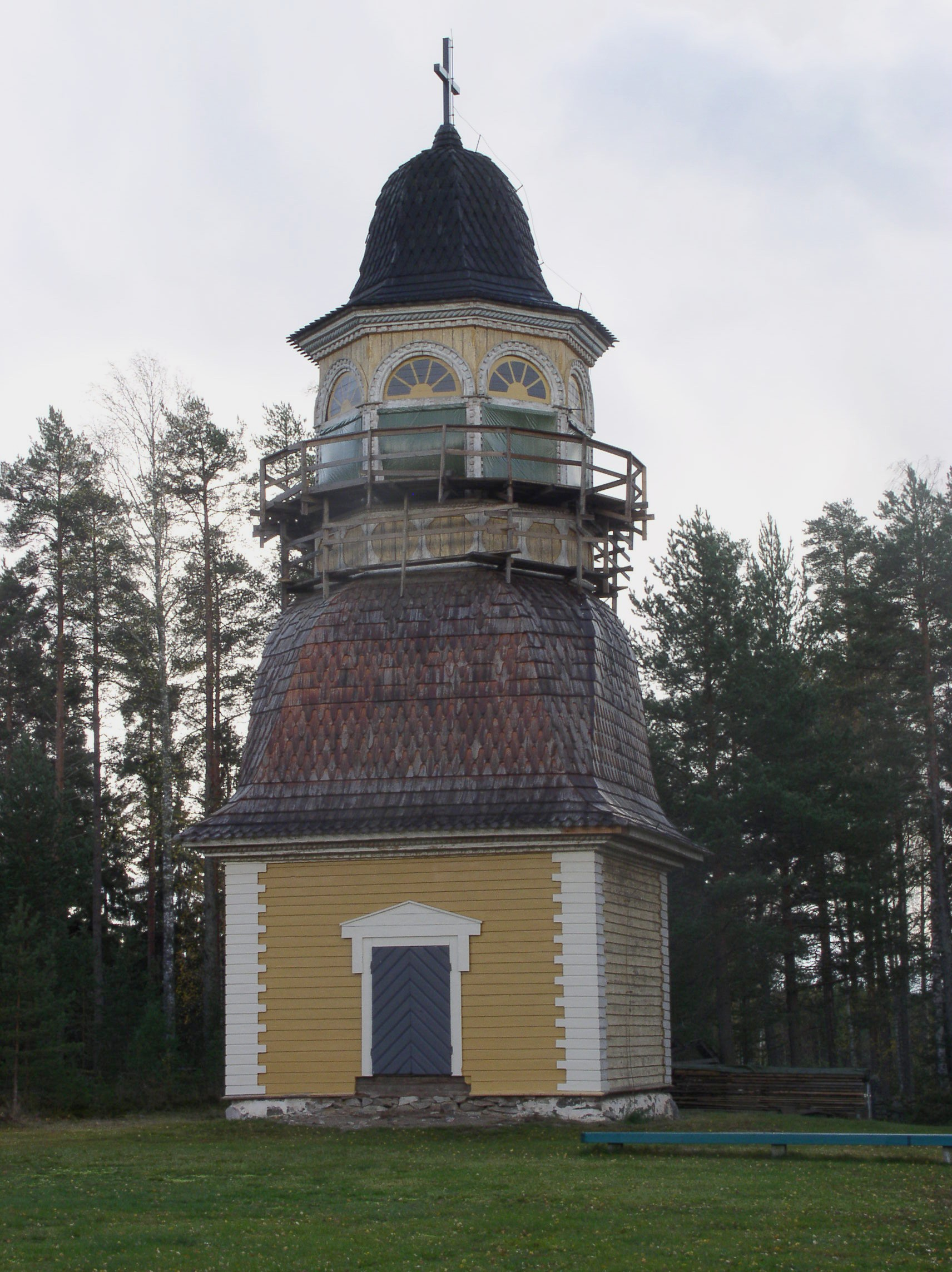
Le clocher.